# Саотер
Саотер (на латински: Saoterus) e дворцов служител (cambellanus) на император Комод (упр. 180 – 192 г.),
Саотер е освободен роб, роден грък от Витиния. Той оказвал голямо влияние на император Комод. Според някои изследователи той бил негов любовник. На 22 октомври 180 г. Комод го поставя на поста гувернатор. През 182 г. е убит от Марк Аврелий Клеандър.